# ژیژنگ یانگ
ژیژنگ یانگ (انگلیسی: Ziheng Yang؛ زادهٔ تاریخ درست نیست٫ سال باید ۴ رقم داشته باشد٫ (برای سال‌های پیش از هزار، صفر بیفزایید٫)٫ (خطا: نیازمند سال، ماه، روز معتبر سال)) دانشمند در زمینه فرگشت ملکولی است.
وی همچنین برندهٔ جوایزی همچون همکار انجمن سلطنتی شده‌است.